# Leanburn-motor
En leanburn-motor (eller magermix-motor) er en forbrændingsmotor, hvor luft/brændstof-blandingen holdes på et magert niveau. Det betyder, at der er mere forbrændingsluft til rådighed, end der behøves til den støkiometriske forbrænding af brændstoffet i cylindrene. Luftoverskuddet medfører, at forbrændingstemperaturen falder og virkningsgraden øges, og dermed også at koncentrationen af nitrogenoxider i udstødningsgassen reduceres.
Nogle leanburn-motorer er ligeledes udstyret med direkte indsprøjtning, som indsprøjter brændstoffet i en mere tændklar koncentration i nærheden af tændrørene.